# Bezczas
Bezczas – druga płyta Szymona Wydry & Carpe Diem wydana 14 listopada 2005 roku nakładem wytwórni Universal Music Polska.
Album dotarł do 7. miejsca polskiej listy przebojów – OLiS i uzyskał status platynowej płyty.

## Lista utworów
Opracowano na podstawie materiału źródłowego.
1. "Żołnierz – za Waszą i naszą krew" – 4:31
2. "Bezczas" – 3:52
3. "Ostatni anioł" – 4:09
4. "Nie chcę" – 3:40
5. "Musisz uwierzyć" – 4:22
6. "Życie jak poemat" – 3:34
7. "List do Pana B." – 5:05
8. "Wojna serc" – 4:13
9. "Siła wiatru" – 4:02
10. "Moja modlitwa" – 3:55
11. "Bezduszni" – 5:21
12. "Żołnierz – za Waszą i naszą krew" – 4:50 (bonus)
13. "Poza czas" – 3:33 (bonus)

## Twórcy
- Karol Sionek – instrumenty klawiszowe
- Jarosław Suski – perkusja
- Szymon Wydra – śpiew
- Zbigniew Suski – gitara, gitara basowa, produkcja

Personel
- Foto: Marcin Janiszewski
- Projekt: Artur Krutowicz, Elżbieta Wiśniewska